# Резервація Гопі
Резервація Гопі  (англ. Hopi Reservation) — індіанська резервація для народів гопі і аризонських тева, повністю оточені племенем навахо в округах Навахо і Коконіно, штат Аризона, США. 

## Демографія
На території резервації розташовано 12 сіл.
Станом на липень 2007 на території мешкало 7799 осіб. 
Чоловіків — 3785 (48.5 %);

Жінок — 4014 (51.5 %).
Медіанний вік жителів: 28.3 років;
по Аризоні: 34.2 років.

### Доходи
Розрахунковий медіанний дохід домогосподарства в 2009 році: $24,066 (у 2000: $19,902);
по Аризоні: $48,745.
Розрахунковий дохід на душу населення в 2009 році: $10,086.
Безробітні: 17.6 %.

### Освіта
Серед населення 25 років і старше: 
Середня освіта або вище: 63.3 %;

Ступінь бакалавра або вище: 9.7 %;

Вища або спеціальна освіта: 3.7 %.

### Расова / етнічна приналежність
Індіанців — 6,423 (93.4 %);

 Білих — 253 (3.7 %);

 Латиноамериканців — 131 (1.9 %);

 Відносять себе до 2-х або більше рас — 48 (0.7 %);

 Афроамериканців — 14 (0.2 %);

 Азіатів — 5 (0.07 %);

 Інші — 2 (0.03 %);

 Корінних жителів Гавайських островів та інших островів Тихого океану — 1 (0.01 %);

## Нерухомість
Розрахункова медіанна вартість будинку або квартири в 2009 році: $70,127 (у 2000: $33,700);
по Аризоні: $187,700.